# Vitrinella funiculus
Vitrinella funiculus is een slakkensoort uit de familie van de Tornidae. De wetenschappelijke naam van de soort is voor het eerst geldig gepubliceerd in 1892 door Dall.